# Årets Spel
Årets spel ist ein von den Vereinen Leksakshandlarnas riksförbund über die Svensk leksaksrevy seit 1984 vergebener Spielepreis für schwedischsprachige Brett- und Kartenspiel-Neuheiten. Die Auszeichnung wird jeweils im März an Spiele verliehen, die in den beiden vergangenen Jahren erschienen sind und in ausreichender Stückzahl im Handel erhältlich sind. Damit ist es das schwedische Pendant zum deutschen Spiel des Jahres.

## Preisträger

### Familienspiele (Familjespel)
| Jahr | Spiel (deutscher Titel)                           | Autor(en)                                                             |
| ---- | ------------------------------------------------- | --------------------------------------------------------------------- |
| 1984 | Mandala                                           | –                                                                     |
| 1985 | Trivial Pursuit                                   | Scott Abbott, Chris Haney                                             |
| 1986 | Spökjakten (Mitternachtsparty)                    | Wolfgang Kramer                                                       |
| 1987 | Orient Expressen (Tatort Nachtexpress)            | R. Wayne Schmittberger, Jeff Smets                                    |
| 1988 | The aMAZEinge Labyrinth (Das verrückte Labyrinth) | Max Kobbert                                                           |
| 1989 | Ave Caesar                                        | Wolfgang Riedesser                                                    |
| 1990 | Rappakalja (Balderdash)                           | Laura Robinson, Paul Toyne                                            |
| 1991 | Maestro                                           | Rudi Hoffmann                                                         |
| 1992 | Ostindiska kompaniet                              | Dan Glimne                                                            |
| 1993 | Spectrangle                                       | Alain John Fraser-Dackers, Maxwell Graham Gordon, Lester Wynne Jordan |
| 1994 | Foqus (Focus)                                     | Sid Sackson                                                           |
| 1995 | Manhattan                                         | Andreas Seyfarth                                                      |
| 1996 | Snapshot                                          | Nils Gulliksson                                                       |
| 1997 | Svea Rike                                         | Dan Glimne, Henrik Strandberg                                         |
| 1998 | Lotus                                             | Dominique Tellier                                                     |
| 1999 | Herre på Täppan                                   | Thomas Dahlgren, John Josefsson                                       |
| 2000 | N.Y. Chase                                        | n.n.                                                                  |
| 2001 | Diceman Game                                      | Stuart Teperman                                                       |
| 2002 | Carcassonne                                       | Klaus-Jürgen Wrede                                                    |
| 2003 | Pyramidens portar (Ubongo)                        | Grzegorz Rejchtman                                                    |
| 2004 | Blokus                                            | Bernard Tavitian                                                      |
| 2005 | Ticket to Ride (Zug um Zug)                       | Alan R. Moon                                                          |
| 2006 | Bernini Mystery                                   | Henri Sala, Arthur Tebbe                                              |
| 2007 | Portobello Market                                 | Thomas Oldenhoven                                                     |
| 2008 | Niagara                                           | Thomas Liesching                                                      |
| 2009 | Ubongo                                            | Grzegorz Rejchtman                                                    |
| 2010 | Ponder                                            | Isabel Holmberg                                                       |
| 2011 | Lego Champion                                     | Cephas Howard, Jesper C. Nielsen                                      |
| 2012 | Bild’it (Lift it!)                                | Per Gauding                                                           |
| 2013 | Quizmysteriet                                     | Jesper Bülow                                                          |
| 2014 | La Boca                                           | Inka und Markus Brand                                                 |
| 2015 | Klask                                             | Mikkel Bertelsen                                                      |
| 2016 | Otrio Deluxe                                      | Brady Peterson                                                        |
| 2017 | Patchwork                                         | Uwe Rosenberg                                                         |
| 2018 | Diamant                                           | Alan R. Moon, Bruno Faidutti                                          |
| 2019 | Planet                                            | Urtis Šulinskas                                                       |
| 2020 | Quest for El Dorado (Wettlauf nach El Dorado)     | Reiner Knizia                                                         |
| 2021 | My City                                           | Reiner Knizia                                                         |
| 2022 | Kvacksalvare (Die Quacksalber von Quedlinburg)    | Wolfgang Warsch                                                       |
| 2023 | Fauna                                             | Friedemann Friese                                                     |
| 2024 | Fish´n Shark                                      | Flavien Dauphin                                                       |

### Kinderspiele (Barnspel)
| Jahr | Spiel (deutscher Titel)                      | Autor(en)                             |
| ---- | -------------------------------------------- | ------------------------------------- |
| 1984 | Bamses honungs-jakt                          | Rune Andréasson                       |
| 1985 | Min Bondgård (Meine Farm)                    | Michael Hicks-Beech                   |
| 1986 | Busungar (Nachbar’s Garten)                  | Anders Jeppsson                       |
| 1987 | Barnen i Bullerbyn                           | –                                     |
| 1988 | Skattkammarön (Schatzsuche)                  |                                       |
| 1989 | Vind i seglen (Flußaufwärts)                 | Manfred Ludwig                        |
| 1990 | Hitta björnungarna                           |                                       |
| 1991 | –                                            | –                                     |
| 1992 | Tom & Jerry (Tom & Jerry: Das grosse Rennen) | Stefan Brück                          |
| 1993 | Hönsmamma                                    | –                                     |
| 1994 | Larva Dig inte                               | –                                     |
| 1995 | Under the Ground (Die Maulwurf-Company)      | Virginia Charves, Bertram Kaes        |
| 1996 | Familjen Anka (The Duck Family)              | –                                     |
| 1997 | Zoo (Vier zu mir!)                           | Heike Baum                            |
| 1998 | Figurix                                      | Hermann Seitz                         |
| 1999 | Valpen Ville (Welpe Winnie)                  | Annika Furuvik                        |
| 2000 | Safari                                       | Reiner Knizia                         |
| 2001 | Små kloka upptäcker rymden                   | Jerker Eriksson                       |
| 2002 | Zapp Zerapp                                  | Klaus Zoch                            |
| 2003 | Bolibompa Pling-Plong                        | Björn Wadelius                        |
| 2004 | Gobblet junior (Gobblet Mampfer)             | Thierry Denoual                       |
| 2005 | Smarta Skator (Elli Elster)                  | Ralf Menzel                           |
| 2006 | Spöktrappan (Geistertreppe)                  | Michelle Schanen                      |
| 2007 | Magikernas Natt (Nacht der Magier)           | Kirsten Becker, Jens-Peter Schliemann |
| 2008 | Roqfort (Burg Appenzell)                     | Jens-Peter Schliemann, Bernhard Weber |
| 2009 | Quoridor Kid                                 | Mirko Marchesi                        |
| 2010 | Professor Crocodile’s Safari School          | Sonja Häßler                          |
| 2011 | Hit the hat                                  |                                       |
| 2012 | Mato Mato (Da ist der Wurm drin)             | Carmen Kleinert                       |
| 2013 | Ghost Tower (Gespensterturm)                 | Heinz Meister                         |
| 2014 | Magic Tower (Der verzauberte Turm)           | Inka und Markus Brand                 |
| 2015 | Vampyrjakten                                 | Tanketanken AB                        |
| 2016 | Var är lilla kaninen                         |                                       |
| 2017 | Little Red Riding Hood                       |                                       |
| 2018 | Nummer Ninja                                 |                                       |
| 2019 | Karibiens Guld                               | Grzegorz Rejchtman                    |
| 2020 | Kurragömma i Safari-parken                   |                                       |
| 2021 | Foto Fish                                    | Michael Kallauch                      |
| 2022 | Zombie Kidz Evolution                        | Annick Lobet                          |
| 2023 | Den Magiska Skogen                           |                                       |
| 2024 | Gå på plankan                                | Florian Sirloix, Benoit Turpin        |

### Erwachsenenspiele (Vuxenspel)
| Jahr | Spiel (deutscher Titel)    | Autor(en)                            |
| ---- | -------------------------- | ------------------------------------ |
| 2003 | Speculation                |                                      |
| 2004 | Absolut överens            |                                      |
| 2005 | Pentago                    | Tomas/Michael Flodén                 |
| 2006 | Bluff                      | Richard Borg                         |
| 2007 | Khet                       |                                      |
| 2008 | Novem                      |                                      |
| 2009 | Bezzerwizzer               | Jesper Bülow                         |
| 2010 | Repello                    |                                      |
| 2011 | Hollywood                  |                                      |
| 2012 | Timeline                   |                                      |
| 2013 | Las Vegas                  | Rüdiger Dorn                         |
| 2014 | iKNOW                      |                                      |
| 2015 | Trexo                      | Jan Ake Hansson                      |
| 2016 | Ordglapp                   |                                      |
| 2017 | Smart 10                   | Arno Steinwender, Christoph Reiser   |
| 2018 | Exit: The Game – Ödestugan | Inka und Markus Brand                |
| 2019 | Tokyo Highway              | Naotaka Shimamoto, Yoshiaki Tomiaoka |
| 2020 | Terraforming Mars          | Jacob Fryxelius                      |
| 2021 | Chronicles of Crime        | David Cicurel                        |
| 2022 | 7 Wonders: Architects      | Antoine Bauza                        |
| 2023 | Cascadia                   | Randy Flynn                          |
| 2024 | Dorfromantik               | Lukas Zach, Michael Palm             |

### Beste Spielneuheit (Årets bästa spelnyhet)
| Jahr | Spiel (deutscher Titel) | Autor(en)   |
| ---- | ----------------------- | ----------- |
| 2008 | Gift Trap               | Nick Kellet |
| 2009 | Bandu (Bausack)         | Klaus Zoch  |
| 2010 | –                       | –           |
| 2011 | –                       | –           |
| 2012 | Compact Curling         | –           |

### Knobelspiele (Årets Huvudbry)
| Jahr | Spiel (deutscher Titel) | Autor(en)    |
| ---- | ----------------------- | ------------ |
| 2011 | Boggle Flash            | Bob Driscoll |

### Partyspiele (Årets Partyspel)
| Jahr | Spiel (deutscher Titel) | Autor(en)              |
| ---- | ----------------------- | ---------------------- |
| 2024 | Herd Mentality          | Rich Coombes, Dan Penn |